# Mashonaland

Situation du Mashonaland sur une carte du Zimbabwe.

Le Mashonaland est une région du nord du Zimbabwe. C'est la terre d'origine du peuple Shona.
De nos jours, le Mashonaland est divisé en trois provinces, le Mashonaland occidental, le Mashonaland central et le Mashonaland oriental. La capitale du pays, Harare, qui possède le statut de province, y est incluse.

## Histoire
Le Mashonaland est, à l'origine, une entité créée à la suite de l'occupation de la zone par la « colonne des pionniers », force mobilisée par Cecil Rhodes et sa British South Africa Company (BSAC) en 1890. Il s'agissait des terres administrées par la BSAC, distinguées de celles sous la direction du roi matabele, Lobengula, qui furent dénommées Matabeleland à l'occasion de leur colonisation en 1893. Les deux régions eurent des administrations séparées durant la période coloniale imposée par la BSAC.
Une révolte, la chimurenga, éclata en 1896, menée par des prêtres, les sviriko, adeptes de Mwari (le dieu des Shonas). Les Britanniques furent vainqueurs et exécutèrent quelques dirigeants,.
En 1923, le territoire faisait partie de la colonie de Rhodésie du Sud et le Mashonaland était l'une de ses cinq provinces. En 1970, dans l'État devenu « République de Rhodésie », une réforme administrative divisa le Mashonaland en deux provinces, nord et sud. En 1983 (après l'adoption du nom Zimbabwe en 1980), le territoire fut divisé en trois provinces et la capitale Harare obtint le statut de province. Depuis les amendements constitutionnels de 1988, chacune est dirigée par un gouverneur nommé par le président,.

## Géographie
Le territoire est composé d'un vaste plateau qui s'abaisse graduellement au nord et au nord-ouest. La zone la plus basse se trouve au nord, vers la frontière avec la Zambie, matérialisée par le fleuve Zambèze. Une petite partie enjambe le plateau à l'extrémité sud-est et les eaux sont drainées vers le Savé, mais le reste du Mashonaland appartient au bassin versant du Zambèze. Au sud, la rivière Munyati forme la frontière avec la province des Midlands. À l'est, la rivière Nyangadzi forme la frontière avec la province du Manicaland.
Les paysages sont essentiellement composés de collines vallonnées divisées par des vallées fluviales. La moitié des terres est située à plus de 1 200 mètres d'altitude et la zone au sud et au centre se situe entre 1 500 et 1 650 mètres. Seuls quelques monts isolés ainsi que la partie centrale de la chaîne d'Umvukwes dépassent cette hauteur. Le point culminant se situe dans les monts Wedza, au sud-est ; il atteint 1 789 mètres.